# Cricotopus bicinctus
Cricotopus bicinctus är en insektsart som först beskrevs av Johann Wilhelm Meigen 1818. Cricotopus bicinctus ingår i släktet Cricotopus, och familjen fjädermyggor. Arten är reproducerande i Sverige. Inga underarter finns listade i Catalogue of Life.